# 西尾城
西尾城（にしおじょう）は、三河国幡豆郡西尾（現在の愛知県西尾市錦城町）にあった日本の城。別名は、「鶴城」、「鶴ヶ城」、「錦丘城」など。また、「西条城」が旧称とされるが、その改名時期については諸説がある。

## 概要
三河国守護に任じられた足利義氏が築城した西条城が始まりと伝わる。創建当時、中世期の規模については不明である。1585年（天正13年）に酒井重忠によって、東の丸と帯曲輪の拡張と堀や石塁の造成、櫓門、櫓類、天守などが増築された。1590年（天正18年）田中吉政によって、三の丸の拡張や大手黒門、新門の楼門2棟、櫓門2棟が建てられている。このとき東の丸にあった大手門は、太鼓門と改称されている。
1657年当時の城郭構造は梯郭式の平山城で、西南部から本丸、二の丸、姫の丸、北の丸、東の丸、三ノ丸、それを取り囲む惣構えが構えられていた。本丸には3重櫓と3棟の2重櫓、二の丸には1棟の2重櫓、南東隅に複合式望楼型3重の天守が建てられ、北の丸、東の丸、三の丸にそれぞれ2棟の2重櫓が建てられていた。
天守は元々、本丸の北東隅に建てられていたと考えられており、1585年の改築のときか正保2年頃までにで天守を本丸から移したといわれている。正親による初代天守については、1585年に二の丸天守が建てられた後も本丸隅櫓として残されていたとしている。

## 城趾の現況
本丸、二の丸跡の一部は、西尾市歴史公園として整備されている。1975年10月、元西尾市長の杉浦喜之助が死去すると、その遺志により西尾市は多額の寄付を受け、1977年（昭和52年）8月に姫の丸跡に西尾市資料館を建てた。東の丸跡は、西尾市立西尾小学校の敷地に利用され、それ以下は住宅地や市街地となっている。

### 西尾市歴史公園
1996年に本丸丑寅櫓（3重櫓）、二の丸鍮石（ちゅうじゃく）門、本丸と二の丸の土塁や堀などを復元し、歴史公園として整備されている。
2020年6月26日、二の丸丑寅櫓と土塀の復元工事が完成した。この土塀は二ヶ所の屏風折れがある全国的に珍しいものである。さらに天守の再建が計画されて、すでに天守台は完成している。

## ギャラリー
- 姫の丸跡にある西尾市資料館
- 西尾市資料館の陳列物
- 再建された本丸丑寅櫓
- 本丸丑寅櫓の入口
- 再建された鍮石門
- 旧近衛邸
- 旧近衛邸
- 西尾神社
- 二の丸丑寅櫓と土塀

## 沿革
- 1557年（弘治3年[5]）に、西尾城の存在が認められる。
- 1561年（永禄4年） - 酒井正親が城主となる[6]。
- 1585年（天正13年） - 城主が酒井正親の子、酒井重忠の時に徳川家康の命により改修され、二の丸に天守が築かれる。
- 1590年（天正18年） - 重忠が徳川家康の関東移封に従うと、近江国より転封し岡崎城主となった田中吉政が西尾城主も兼ね大手門や櫓門を増築した。
- 1601年（慶長6年） - 本多康俊が表高2万石で初代西尾藩主として入城。以降、松平成重、本多俊次と続く。
- 1638年（寛永15年） - 太田資宗が表高3万5千石で入封。城下町を囲む総構えの工事に着手。
- 1657年（明暦3年） - 井伊直好（1645年・正保2年に入封）が総構えを完成させた。以降の藩主は増山氏2代、土井氏4代、三浦氏2代と続く。
- 1764年（明和元年） - 出羽国山形藩から松平乗祐（大給松平家）が表高6万石で入封。以降5代続く。
- 1869年（明治2年） - 最後の藩主となった松平乗秩が版籍奉還をする。
- 1871年（明治4年） - 西尾県の県庁が置かれるが、同年に額田県に併合される。
- 1872年（明治5年） - 天守以下の建物が解体される。
- 1878年（明治11年） - 西尾城が廃城となる。
- 1995年（平成7年） - 近衛家の数奇屋棟と茶室棟が移築される。
- 1996年（平成8年） - 本丸丑寅櫓と鍮石門が再建され、西尾市立歴史公園が開園された。
- 2020年（令和2年）6月26日 - 二の丸丑寅櫓と土塀の復元工事が完成。

## アクセス
名鉄西尾線西尾駅下車徒歩15分。

## 城名について

### 酒井正親による改名
西尾城の別称には西条城がある。これは、承久3年（1221年）に、足利義氏が、三河守護に任命されて、幡豆郡吉良庄西条に、西条城を築き、その後、永禄4年（1561年）に徳川家康の家臣の酒井正親が西条を西尾に改名したという言伝えによるものである。
しかし、徳川氏が奪取する以前から、「西尾の城」と呼ばれていた可能性もある。『三河物語』では西尾城と東祥（東条）城が、並べて記載されており『東照宮御実紀 巻二』、には「西尾の城」と記されている。他に、『家忠日記』には「吉良之城」との記述が見える。。また『三河物語』に、「又有る時は、西尾の城を得、…（中略）…又有る時は、東祥（東条）の城を得」とある。『改正三河後風土記』には、「西條」は領名、「西尾」は城名のように記述されている。徳川家康朱印状に、天正9年10月28日、西条之内西尾…、という記述があり、西尾が吉良荘西条の一地名にすぎないことがわかる。
三河国二葉松；元文5年（1740年）には、西尾城　号西条。三河堤；天明末から寛政2年（1790年）頃には、西尾　城下古の西城。西尾城　諸書曰く古の西条にて。と記載されている。三河古城記；安永9年（1780年）には、西城　西尾酒井雅楽助。と記載され、江戸時代中期以降の地誌に、現在の西尾城は、昔の西条城（西城）なりという主張が見える。

### 今川氏給付の判物の事例
- 永禄3年（1560年）には「西条」の記述 ； 『今川氏真判物写（永禄三庚申年十二月二日・松井宗恒宛）』[12]では、「吉良於西条、味方令敗軍之刻、宗信相返敵追籠、依其防戦、同心両人・益田兄弟四人、遂討死之事」
- 永禄4年（1561年）には「西尾」の記述 ； 『今川氏真判物（永禄四年酉年六月十一日・稲垣重宗宛）』[13]に、「…殊子藤助、西尾走廻、父子励忠信条、…」

### 逆説の西尾市史―西尾城の変遷から
永田大典『逆説の西尾市史―西尾城の変遷から』（三河新報社、1999年）によると、「西尾城創建は一般的に、鎌倉時代前期の武士、足利義氏が承久の乱（1221年）の武功で三河守に任じられ、この地に築城したとされる。由来は『鶴城記』・『三州幡豆郡西尾城主由来記』などによる。
このほか、花山院忠邦が吉良山（八ツ面山）の麓にあった旧城を取り起こして築いたとする説（『西尾草創伝』）や源範頼がこの地に居城を築き、後に足利義氏が在城したとする説（『三河刪補松』）もある。だが、いずれの文献も後世の記述であり、信憑性に欠く」とされる。また「初期の西尾城の解明を阻んでいるのは、史料の不足にほかならない。ミッシングリング、失われた鎖の環があまりに多い」と指摘している。